# دالاس (جورجيا)
دالاس (بالإنجليزية: Dallas, Georgia)‏ هي مدينة تقع في مقاطعة بولدينغ، جورجيا بولاية جورجيا في الولايات المتحدة. تبلغ مساحة هذه المدينة 11.8 (كم²)، وترتفع عن سطح البحر 318 م، بلغ عدد سكانها 11544 نسمة في عام 2010 حسب إحصاء مكتب تعداد الولايات المتحدة.

## أعلام
- كين رووي
- بيسي هارفي
- سيسيل باتلر
- بيج بوس مان
- تشاس هنري

## وصلات خارجية
- Cities & Counties - Georgia.gov